# Division Nationale 2014-2015
La Division Nationale 2014-2015, nota anche come BGL Ligue 2014-2015 per motivi di sponsorizzazione, è stata la centunesima edizione della massima serie del campionato lussemburghese di calcio. È iniziata il 1º agosto 2014 e si è conclusa il 29 maggio 2015, con lo spareggio salvezza. Il Fola Esch ha vinto il campionato per la settima volta nella sua storia. Capocannoniere del torneo è stato Sanel Ibrahimović, calciatore della Jeunesse Esch, con 21 reti.

## Stagione

### Novità
Dalla Division Nationale 2013-2014 erano stati retrocessi il R.M. Hamm Benfica (perdente lo spareggio promozione/retrocessione), il RFCU Luxembourg e lo Swift Hesperange, mentre dalla Éirepromotioun 2013-2014 erano stati promossi l'Hostert, il Victoria Rosport e il Mondorf (vincente lo spareggio promozione/retrocessione).

## Formula
Le quattordici squadre partecipanti si sono affrontate in un girone all'italiana con partite di andata e ritorno per un totale di 26 giornate. Al termine del campionato la prima classificata era designata campione del Lussemburgo e ammessa al secondo turno preliminare della UEFA Champions League 2015-2016. Le squadre seconda e terza classificate venivano ammesse al primo turno preliminare della UEFA Europa League 2015-2016, assieme alla vincitrice della coppa nazionale. Le ultime due classificate venivano retrocesse direttamente in Éirepromotioun, mentre la dodicesima classificata affrontava la terza classificata in Éirepromotioun in un play-off promozione/retrocessione.

## Squadre partecipanti
| Club               | Città             | Stadio                 | Stagione precedente                |
| ------------------ | ----------------- | ---------------------- | ---------------------------------- |
| Differdange 03     | Differdange       | Stade du Thillenberg   | 3º posto nella Division Nationale  |
| Etzella Ettelbruck | Ettelbruck        | Stade Am Deich         | 6º posto nella Division Nationale  |
| F91 Dudelange      | Dudelange         | Stade Jos Nosbaum      | Campione del Lussemburgo           |
| Fola Esch          | Esch-sur-Alzette  | Stadio Émile Mayrisch  | 2º posto nella Division Nationale  |
| Grevenmacher       | Grevenmacher      | Op Flohr Stadion       | 8º posto nella Division Nationale  |
| Hostert            | Hostert           | Stade Jos Becker       | 1º posto in Éirepromotioun         |
| Jeunesse Canach    | Canach            | Stade Rue de Lenningen | 10º posto nella Division Nationale |
| Jeunesse Esch      | Esch-sur-Alzette  | Stade de la Frontière  | 4º posto nella Division Nationale  |
| Käerjeng 97        | Bascharage        | Stade um Bëchel        | 7º posto nella Division Nationale  |
| Mondorf            | Mondorf-les-Bains | Stade John Grün        | 3º posto in Éirepromotioun         |
| Progrès Niedercorn | Niedercorn        | Stadio Jos Haupert     | 5º posto nella Division Nationale  |
| Rumelange          | Rumelange         | Stadio municipale      | 11º posto nella Division Nationale |
| Victoria Rosport   | Rosport           | VictoriArena           | 2º posto in Éirepromotioun         |
| Wiltz 71           | Wiltz             | Stade Géitz            | 9º posto nella Division Nationale  |

## Classifica finale
|  | Pos. | Squadra            | Pt | G  | V  | N | P  | GF | GS | DR  |
|  | ---- | ------------------ | -- | -- | -- | - | -- | -- | -- | --- |
|  | 1.   | Fola Esch          | 61 | 26 | 19 | 4 | 3  | 63 | 21 | +42 |
|  | 2.   | Differdange 03     | 59 | 26 | 18 | 5 | 3  | 61 | 31 | +30 |
|  | 3.   | F91 Dudelange      | 54 | 26 | 16 | 6 | 4  | 55 | 20 | +35 |
|  | 4.   | Progrès Niedercorn | 50 | 26 | 15 | 5 | 6  | 51 | 29 | +22 |
|  | 5.   | Jeunesse Esch      | 44 | 26 | 12 | 8 | 6  | 46 | 34 | +12 |
|  | 6.   | Victoria Rosport   | 31 | 26 | 8  | 7 | 11 | 36 | 46 | -10 |
|  | 7.   | Etzella Ettelbruck | 30 | 26 | 9  | 3 | 14 | 36 | 50 | -12 |
|  | 8.   | Mondorf            | 29 | 26 | 8  | 5 | 13 | 30 | 40 | -10 |
|  | 9.   | Grevenmacher       | 29 | 26 | 8  | 5 | 13 | 24 | 48 | -24 |
|  | 10.  | Rumelange          | 28 | 26 | 7  | 7 | 12 | 29 | 38 | -9  |
|  | 11.  | Wiltz 71           | 27 | 26 | 7  | 6 | 13 | 29 | 38 | -9  |
|  | 12.  | Käerjeng 97        | 27 | 25 | 8  | 3 | 15 | 33 | 52 | -19 |
|  | 13.  | Hostert            | 23 | 26 | 5  | 8 | 13 | 35 | 52 | -17 |
|  | 14.  | Jeunesse Canach    | 15 | 26 | 3  | 6 | 17 | 16 | 45 | -29 |

Legenda:
      Campione del Lussemburgo e ammessa alla UEFA Champions League 2015-2016.
      Ammessa alla UEFA Europa League 2015-2016.
 Ammessa ai play-off promozione/retrocessione.
      Retrocessa in Éirepromotioun 2015-2016.
Note:
Tre punti a vittoria, uno a pareggio, zero a sconfitta.

## Risultati
|                    | Dif  | Etz  | Dud  | Fol  | Gre  | Hos  | JeC  | JeE  | Käe  | Mon  | PrN  | Rum  | Vic  | Wil  |
| ------------------ | ---- | ---- | ---- | ---- | ---- | ---- | ---- | ---- | ---- | ---- | ---- | ---- | ---- | ---- |
| Differdange 03     | –––– | 2-1  | 1-1  | 1-1  | 1-1  | 6-1  | 2-1  | 3-2  | 5-0  | 3-2  | 3-1  | 2-1  | 3-2  | 2-1  |
| Etzella Ettelbruck | 1-2  | –––– | 0-0  | 0-3  | 2-3  | 3-2  | 4-0  | 0-3  | 0-3  | 3-0  | 2-3  | 1-0  | 1-1  | 2-1  |
| F91 Dudelange      | 2-1  | 2-0  | –––– | 0-2  | 5-0  | 3-1  | 3-0  | 2-2  | 2-3  | 0-0  | 1-0  | 2-0  | 4-0  | 3-0  |
| Fola Esch          | 2-3  | 2-1  | 3-0  | –––– | 3-0  | 3-1  | 1-0  | 1-1  | 4-0  | 4-1  | 2-4  | 7-1  | 4-2  | 2-1  |
| Grevenmacher       | 0-0  | 0-2  | 0-2  | 1-5  | –––– | 2-1  | 1-0  | 1-0  | 0-2  | 0-0  | 1-3  | 0-2  | 2-2  | 0-3  |
| Hostert            | 2-1  | 1-2  | 1-4  | 1-1  | 0-0  | –––– | 2-2  | 0-1  | 3-0  | 2-1  | 1-2  | 1-1  | 2-1  | 2-1  |
| Jeunesse Canach    | 1-2  | 1-4  | 0-0  | 0-1  | 0-3  | 1-0  | –––– | 0-0  | 1-5  | 0-1  | 1-2  | 0-1  | 0-0  | 3-2  |
| Jeunesse Esch      | 3-3  | 2-1  | 0-4  | 0-1  | 4-2  | 2-2  | 4-2  | –––– | 2-0  | 1-0  | 2-2  | 2-1  | 2-1  | 2-0  |
| Käerjeng 97        | 1-3  | 2-3  | 0-5  | 0-3  | 1-2  | 2-0  | 1-2  | 1-3  | –––– | 2-0  | 2-1  | 2-2  | 0-1  | 1-1  |
| Mondorf            | 1-2  | 4-1  | 0-5  | 0-1  | 1-2  | 1-1  | 1-2  | 2-1  | 3-2  | –––– | 1-0  | 0-1  | 1-0  | 3-1  |
| Progrès Niedercorn | 1-2  | 3-0  | 1-2  | 1-0  | 6-0  | 3-2  | 1-0  | 2-2  | 3-0  | 2-2  | –––– | 1-0  | 2-0  | 2-0  |
| Rumelange          | 1-2  | 0-0  | 1-1  | 0-1  | 0-3  | 2-2  | 1-0  | 0-1  | 3-1  | 1-1  | 2-4  | –––– | 2-2  | 4-0  |
| Victoria Rosport   | 0-4  | 4-1  | 1-2  | 1-5  | 2-0  | 4-1  | 1-1  | 3-1  | 0-0  | 1-4  | 1-1  | 2-1  | –––– | 2-1  |
| Wiltz 71           | 2-1  | 3-1  | 3-0  | 1-1  | 1-0  | 3-3  | 1-1  | 0-0  | 0-2  | 2-0  | 0-0  | 0-1  | 1-2  | –––– |

## Spareggio promozione-retrocessione
|             | Risultati |              | Luogo e data               |
| ----------- | --------- | ------------ | -------------------------- |
| Käerjeng 97 | 0 - 3     | UNA Strassen | Hesperange, 29 maggio 2015 |
|             |           |              |                            |

## Statistiche

### Classifica marcatori
| Gol |  |  | Giocatore             | Squadra            |
| --- |  |  | --------------------- | ------------------ |
| 22  |  |  | Sanel Ibrahimović     | Jeunesse Esch      |
| 15  |  |  | Alek'sandr Karapetyan | F91 Dudelange      |
| 14  |  |  | Jeff Lascak           | Victoria Rosport   |
| 12  |  |  | Samir Hadji           | Fola Esch          |
| 12  |  |  | Hakim Menaï           | Progrès Niedercorn |
| 11  |  |  | Omar Er Rafik         | Differdange 03     |
| 11  |  |  | Antonio Luisi         | Differdange 03     |
| 11  |  |  | Lévy Rougeaux         | Differdange 03     |